# Коджо-Арык
Коджо-Арык (кирг. Кожо-Арык) — крупное село (посёлок городского типа) в Кыргызстане. Центр Кулатовского айыльного округа. Входит в Ноокатский район Ошской области Кыргызстана. Расположено в 400 км к юго-западу от столицы республики г. Бишкек  и в 7 км к юго-востоку от с. Он-Эки-Бель на высоте 1671 м над уровнем моря.
Население по переписи 2023 года составляло 24089 человека.
Климат в Коджо-Арык — умеренно-холодный. В зимние месяцы значительно дождливее, чем в летние месяцы. Среднегодовая температура — 9,5 °C. Среднегодовая норма осадков — 353 мм.